# Inácio Ferreira Pinto
Inácio Ferreira Pinto fue un escultor y arquitecto activo en Río de Janeiro en la época colonial,  nacido el año 1765 y fallecido el 1828 en la misma ciudad.
Entre 1785 y la segunda década del siglo XIX realizó varios trabajos de talla dorada, en estilo barroco rococó, para varios templos de la ciudad, como el Monasterio de São Bento  (altar mayor, capilla del Santísimo Sacramento), Iglesia del Convento do Carmo  (altar mayor, altares laterales, capilla de Nossa Senhora dos Passos), Convento de Santa Teresa  (varios altares), entre muchos otros. Proyectó la Basílica de Nuestra Señora de Copacabana (1781), ya desaparecida.
Contemporáneo del Aleijadinho y del Mestre Valentim, fue uno de los mejores escultores de la ciudad del final de la época colonial.

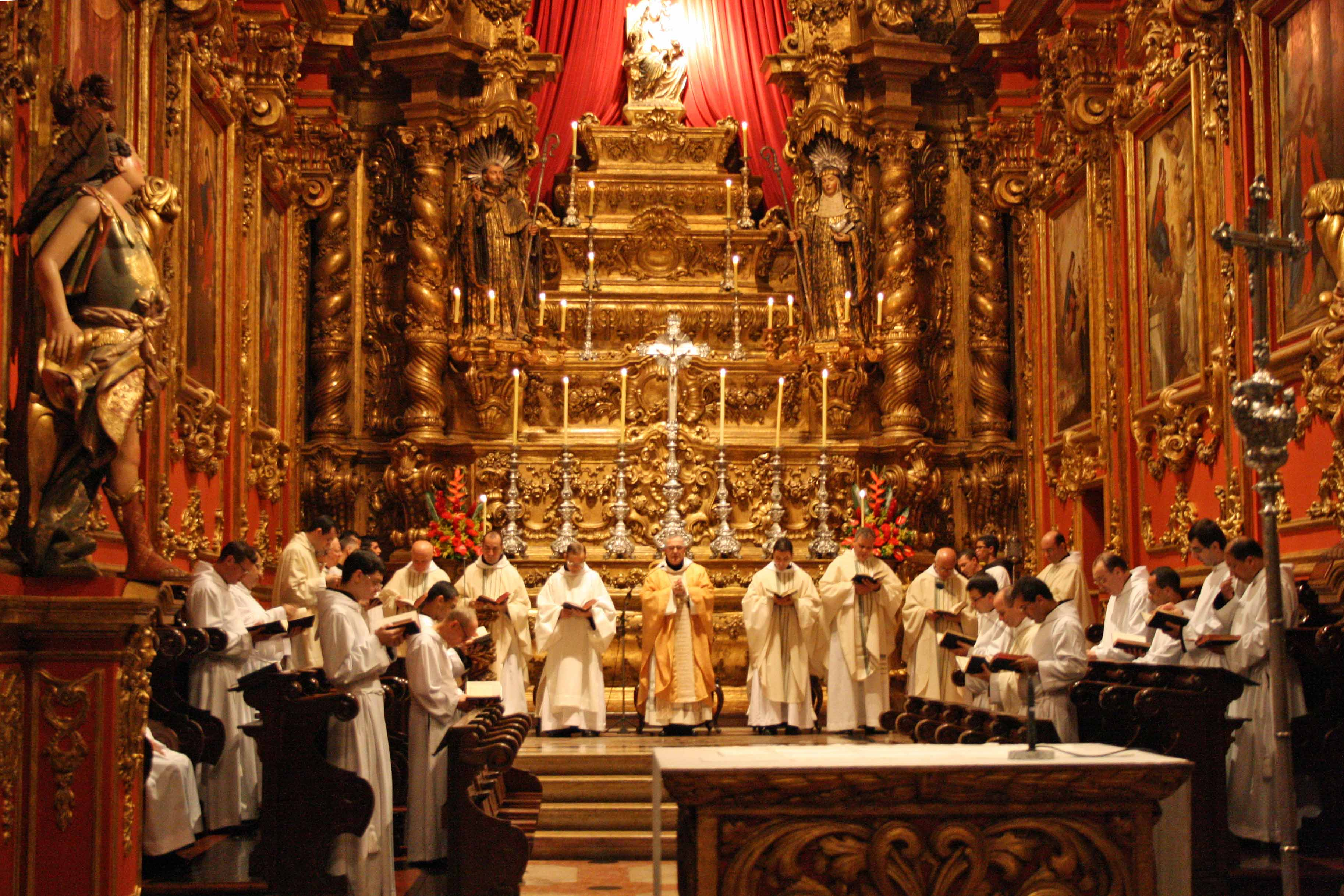
Altar Mayor, Sao Bento
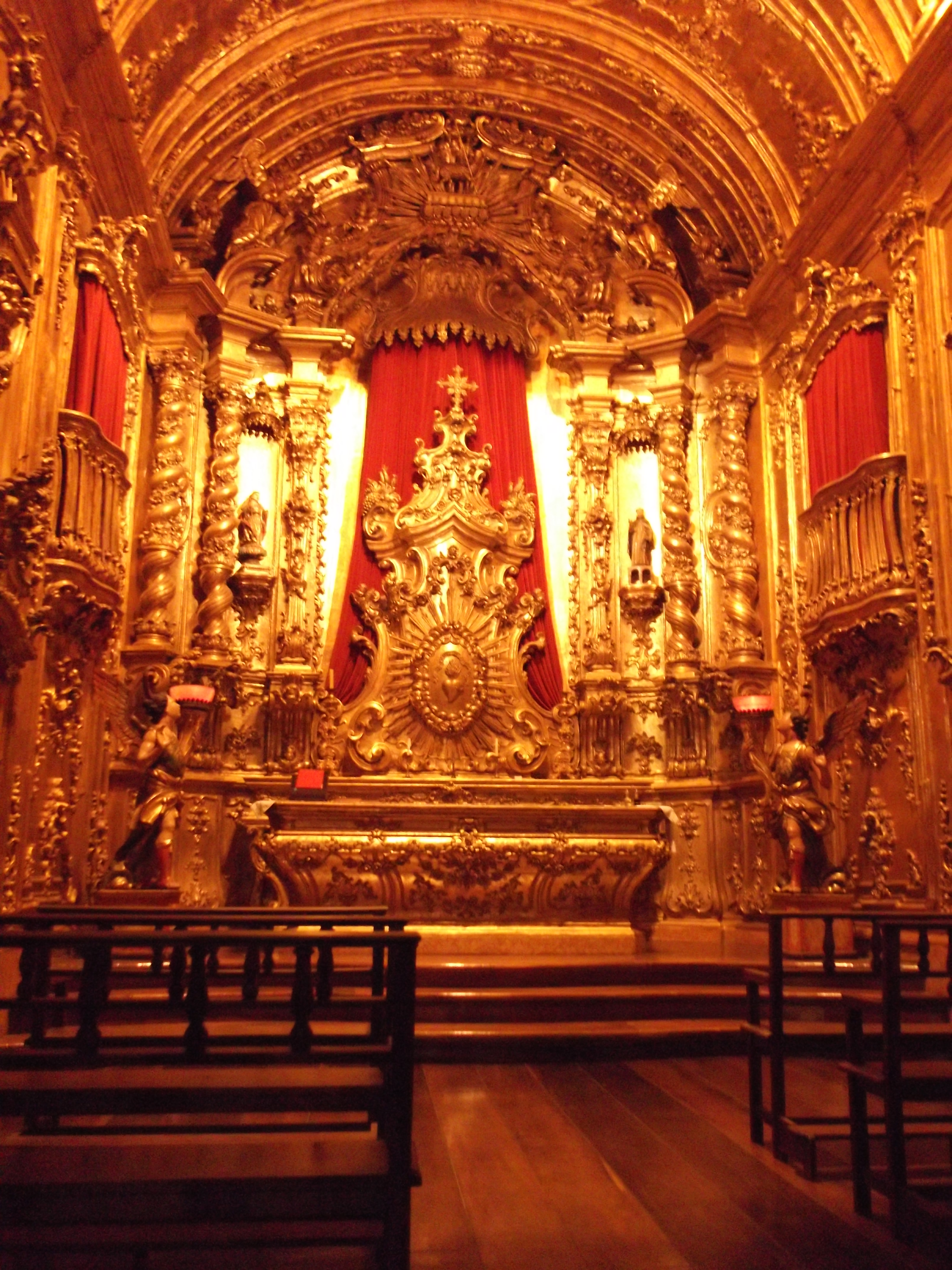
Capilla del Santísimo Sacramento, Sao Bento

 Pulsar sobre la imagen para ampliar. 